# Stazione di Vittorio Veneto
La stazione di Vittorio Veneto è la principale stazione ferroviaria presente a Vittorio Veneto, ed è regolarmente servita da un servizio ferroviario di trasporto passeggeri.

## Storia

### La costruzione
La stazione di Vittorio Veneto fu inaugurata nel 1879 come capolinea della linea da Conegliano, all'epoca gestita dalla Società Veneta. All'epoca la stazione era molto frequentata, specie per il fatto che fosse vicinissima alle terme di Vittorio Veneto, oggi non funzionanti, che all'epoca costituirono la fortuna degli albergatori della zona.

### La Prima Guerra Mondiale
Durante la prima guerra mondiale, la stazione funzionò anche come fermata di servizio per i treni blindati militari.

### Il ventennio fascista
Il 9 dicembre 1937 l'esercizio della linea passò dalla Società Veneta alle Ferrovie dello Stato.
Nel 1938, una folla immensa attese alla stazione l'arrivo del treno inaugurale della nuova linea Conegliano-Ponte nelle Alpi con a bordo Benito Mussolini in visita alla cittadina, in occasione del ventesimo anniversario della fine della Prima Guerra Mondiale, che terminò proprio con la battaglia combattuta nell'area vittoriese. Con il prolungamento verso Ponte nelle Alpi la tratta da Conegliano a Vittorio Veneto fu riscattata dalle Ferrovie dello Stato Italiane, con la stazione di Vittorio Veneto resa passante e dotata di cinque binari.
La nuova tratta venne attivata il 24 settembre 1938.

### La Seconda guerra mondiale e il secondo dopoguerra
Durante la Seconda guerra mondiale, la stazione fu ripetutamente danneggiata dai bombardamenti alleati, in quanto fermata dei treni militari trasportanti i soldati nazifascisti verso la Germania. Nel dopoguerra iniziò il progressivo declino della stazione di Vittorio Veneto, in quanto il baricentro dei trasporti ferroviari era stato gradualmente spostato verso la vicina cittadina di Conegliano.

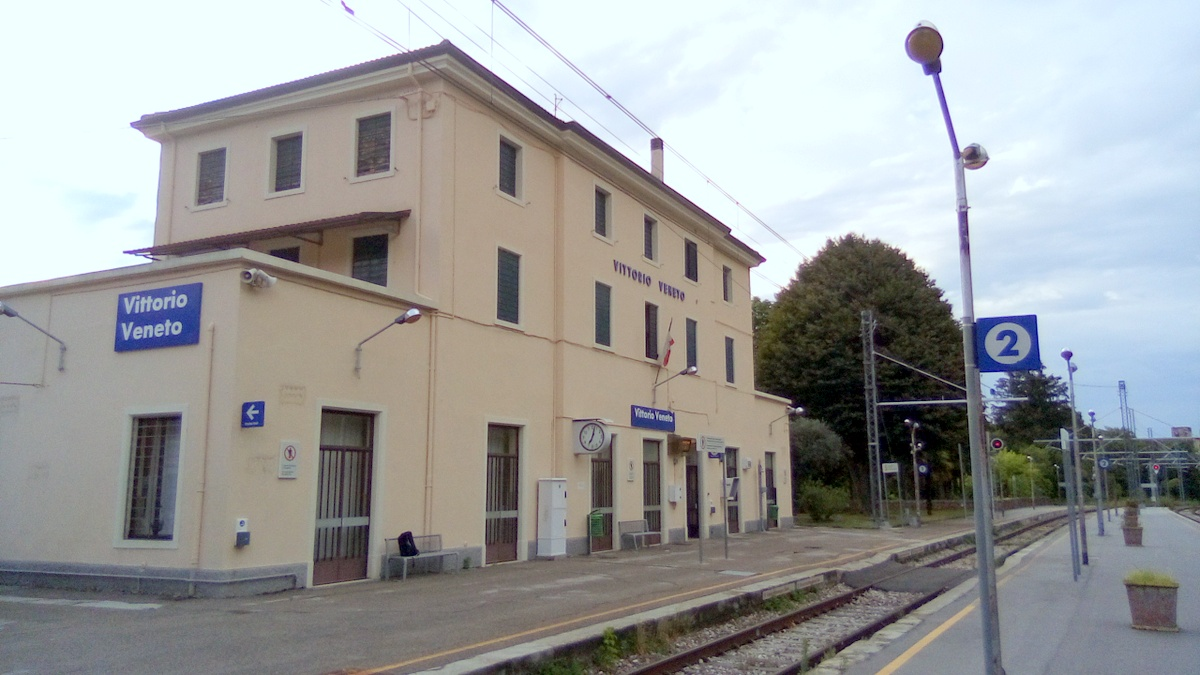
Facciata posteriore della stazione

### Oggi
Oggi, la stazione è servita dai treni che percorrono la relazione Belluno-Venezia S.Lucia e Belluno – Conegliano. Prima dell'introduzione dell'orario cadenzato nel 2013, sulla tratta viaggiavano anche automotrici effettuanti servizio a spola tra Conegliano e Vittorio Veneto.
Da settembre 2014 la stazione è stata ristrutturata dagli alpini della sezione Ana di Vittorio Veneto che ne fanno fatto la Propria sede, curando così la manutenzione dello stabile che versava precedentemente nel degrado.
Durante l'estate 2018 sono stati fatti importanti lavori all'infrastruttura, sostituendo tutti i binari e allargando il marciapiede tra i binari 1 e 2, in vista dell'elettrificazione dell'intera linea da Conegliano a Belluno, che è stata completata nel febbraio 2021.
Ulteriori lavori di adeguamento sono previsti per la fine del 2025; questi prevedono la realizzazione di un sottopassaggio per migliorare l'accessibilità al marciapiede 2, ad oggi collegato solo da un passaggio a raso.

## Strutture e impianti

### Fabbricati
L'edificio principale della stazione è dotato di emettitrice automatica per i biglietti regionali e di una piccola sala d'attesa. All'esterno, vi è una larga banchina di attesa treni. I binari sono 3 di cui solo l'1 e il 2 normalmente utilizzati. L'area restante della stazione è composta per lo più da binari tronchi, oltre a un serbatoio d'acqua ormai inutilizzato e un deposito merci in disuso, poi ristrutturato come sede degli Alpini, per il semplice fatto che ormai la linea passante per Vittorio Veneto è in maggioranza adibita a trasporto passeggeri.

### Sicurezza

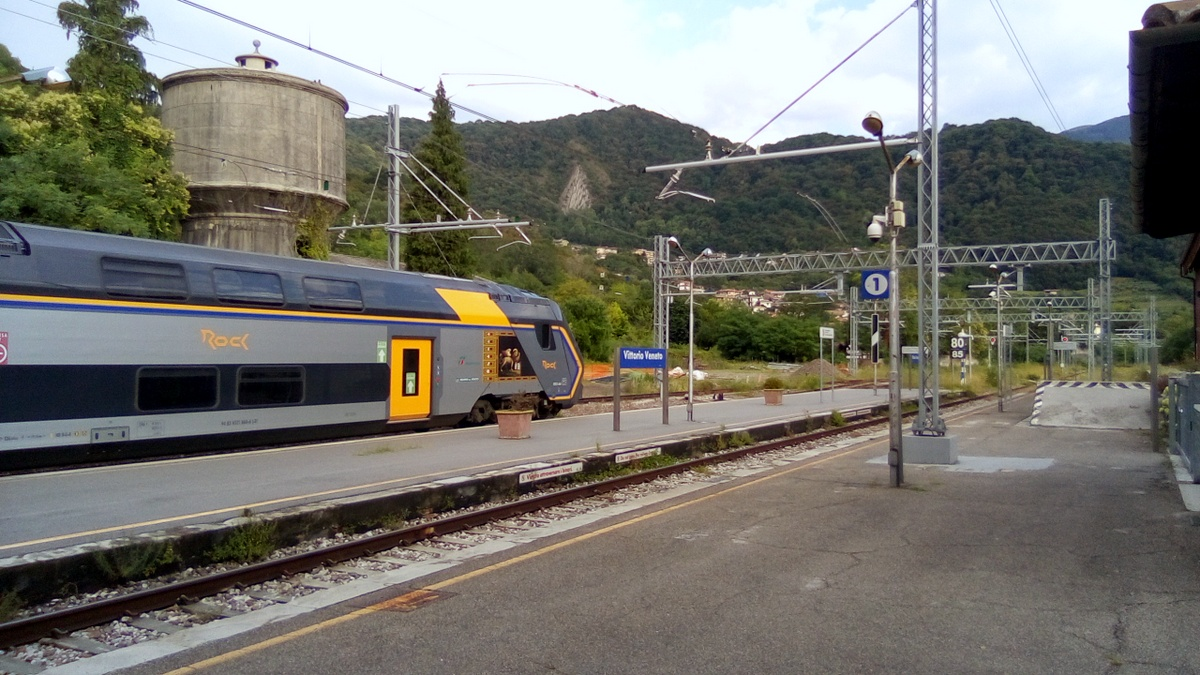
Binari della stazione, in particolare è visibile il vecchio serbatoio dell'acqua

- I binari 1 e 2 sono dotati di segnali di partenza separati, sia lato Conegliano che lato Ponte nelle Alpi. È attivo il sistema di sicurezza SCMT.
- La stazione è dotata di apparato ACEI semplificato e telecomandabile, telecomandato dal DCO del posto centrale di Venezia Mestre; pertanto la stazione è normalmente impresenziata.
- Il passaggio tra i marciapiedi non è costituito da un sottopassaggio ma da un attraversamento a raso controllato dal personale ferroviario (normalmente dal Capotreno) in servizio sui treni. Le procedure di sicurezza e gli appositi apparati rendono sicuro e protetto tale passaggio.

## Movimento
La stazione è servita da treni regionali svolti da Trenitalia nell'ambito del contratto di servizio stipulato con le regioni interessate.